# Korpus generala Šubnikova
Korpus generala Šubnikova (Корпус генерала Шубникова) è un film del 1980 diretto da Damir Alekseevič Vjatič-Berežnych.

## Trama
Il film è ambientato nell'inverno del 1942. Hitler dà l'ordine di inviare quattro divisioni di carri armati per aiutare Paulus, il cui esercito è circondato dall'Armata Rossa vicino a Stalingrado. Il generale Šubnikov deve sfondare le difese tedesche.